# Bob Anderson (director)
Bob Anderson (nacido en 1965 en Nueva Jersey) es un director estadounidense, principalmente reconocido por su trabajo en la serie animada Los Simpson. También contribuyó en Los Simpson: la película. No se tienen fotos ni casi nada de información de Bob; ganó un premio prime time Emmy, al mejor programa animado de menos de una hora, en la actualidad tendría 57 años, es la única información que se tiene por el momento 

## Episodios deLos Simpson
Ha dirigido los siguientes episodios:
- Bart's Inner Child
- Sweet Seymour Skinner's Baadasssss Song
- Bart's Comet
- Lisa on Ice
- Two Dozen and One Greyhounds
- Treehouse of Horror VI
- Hurricane Neddy
- Homer vs. the Eighteenth Amendment
- Miracle on Evergreen Terrace
- Lisa Gets an "A"
- I'm With Cupid
- E-I-E-I-(Annoyed Grunt)
- Insane Clown Poppy
- Pokey Mom
- Simpsons Tall Tales
- The Lastest Gun in the West
- Special Edna
- Old Yeller Belly
- Marge vs. Singles, Seniors, Childless Couples and Teens, and Gays
- Co-Dependent's Day
- Fraudcast News
- On a Clear Day I Can't See My Sister
- Home Away from Homer
- My Fair Laddy
- Marge and Homer turn a couple play
- Kill Gil: Vols. 1 & 2
- Marge Gamer
- I Don't Wanna Know Why the Caged Bird Sings
- Dial "N" for Nerder
- Treehouse of Horror XIX
- Rednecks and Broomsticks
- American History X-cellent
- Treehouse of Horror XXI
- The Fight Before Christmas
- The Blue and the Gray
- 500 Keys
- The Book Job
- Moe Goes from Rags to Riches
- The Spy Who Learned Me
- Moonshine River
- The Changing of the Guardian
- The Fabulous Faker Boy
- Homerland
- Yellow Subterfuge
- Days of Future Future
- Simpsorama
- Bart's New Friend
- Much Apu About Something